# Sagan om konungens återkomst (1980)
Sagan om konungens återkomst är en animerad äventyrsmusikal från år 1980 skapad av Rankin/Bass och Topcraft. Filmen är en anpassning av den tredje volymen i Sagan om ringen och är till stor del den inofficiella uppföljaren till Ralph Bakshis animerade film Sagan om ringen (1978).

## Handling
Filmen börjar med att Bilbo firar sin 129 års födelsedag i Vattnadal. Bilbo är förvånad över att se att Frodo har nu nio fingrar. Filmen blickar sedan tillbaka när Sam Gamgi är på väg mot Cirith Ungol för att rädda Frodo. Gandalf och Pippin anländer till Minas Tirith för att varna Denethor, rikshovmästaren av Gondor, om det kommande kriget som annalkas. Samtidigt så räddar Sam Frodo och de är på väg mot Domedagsberget. Rohan hjälper Gondor att vinna Slaget vid Pelennors fält och senare när Aragorn leder västerns armé till den Svarta porten för att köpa Frodo tid att förstöra Härskarringen. När Frodo och Sam till slut kommer till Domedagsberget så träffar de på Gollum som med våld försöker ta ringen från Frodo. Men Gollum råkar sedan falla i Domedagsklyftan och Ringen förstörs. Några månader senare kröntes Aragorn till konung över Gondor och Arnor. Filmen slutar med att Frodo är villig att följa med Bilbo när de tillsammans lämnar Midgård.

## Röster
- Roddy McDowall - Samvis Gamgi
- Orson Bean - Frodo, Bilbo Bagger
- John Huston - Gandalf
- Theodore Bikel - Aragorn
- Paul Frees - Elrond
- Broder Theodore - Gollum
- Casey Kasem - Pippin
- Sonny Melendrez - Merry
- William Conrad - Denethor
- Nellie Bellflower - Éowyn
- Glenn Yarbrough - Gondors Bard (sångaren).